# Hallam Football Club
El Hallam Football Club  és un club de futbol d'Anglaterra de la ciutat de Sheffield, a prop del suburbi de Crosspool. Va ser fundat el 1860 i juga en la NCEL Division One.
És el quart club de futbol més antic del món després del seu màxim rival, el Sheffield FC de 1857, el peruà Lima Cricket de 1859 y l'alemany TSV 1860 München. Hallam FC actualment juga en el seu estadi d'origen Sandygate Road, que és oficialment reconegut pel Llibre Guinness dels rècords com el "camp més antic del món" sent aquest el camp de futbol més antic del món.

## Història
Va néixer com un club de criquet el 1804, després el 1861 es va donar lloc al primer derbi de la història del futbol, que va tenir lloc el Dia de Sant Esteve. John Charles Shaw, fundador i capità del Hallam, es va convertir en president de la FA Sheffield, que va organitzar els partits a nivell local. John Shaw va treballar amb Charles Alcock de l'Associació de Futbol a Londres. John Shaw va ser capità del Hallam i Charles Alcock capità del Sheffield Club.

### The Youdan Cup
El primer torneig organitzat va tenir lloc el 1867 convertint-se en el primer de la història del futbol, la copa organitzada pel propietari del teatre local Thomas Youdan estava integrada per dotze equips de Sheffield: Broomhall, Fir Val, Garrick, Hallam, Mackenzie, Mecànica, Milton, Norfolk, Norton, Pitsmoor i Wellington. L'únic equip que faltava era el Sheffield FC, que amb prou feines tenia 10 anys, el qual es negava a jugar els partits locals, el Hallam va quedar campió per un marcador de 4-0 enfront del Mackenzie i posteriorment guanyant per 2-0 al Norfolk en la final.

### Temps recents
El Hallam ha competit als Comtats del North Orient League des de la seva creació el 1982, amb la seva millor posició en tercer lloc en la Premier Divisió el 2002-03.
En el 2006-07 el Hallam va arribar a la 2a ronda de classificació de la FA Cup i als quarts de final de la Copa de la Lliga, i en la lliga van incloure grans victòries contra equips com Brodsworth, Pickering i Eccleshill.